# جریکو (نیویورک)
جریکو (به انگلیسی: Jericho) یک منطقهٔ مسکونی در ایالات متحده آمریکا است که در شهرستان نساو، نیویورک واقع شده‌است. جریکو ۱۰٫۵ کیلومتر مربع مساحت و ۱۳٬۵۶۷ نفر جمعیت دارد و ۶۰ متر بالاتر از سطح دریا واقع شده‌است.